# Chlorissa tanyptera
Chlorissa tanyptera là một loài bướm đêm trong họ Geometridae.